# 카리나 파샨
카리나 파샨 (Karina Pasian, 1991년 7월 18일 ~ )은 미국의 가수이다.